# Robopus branhami
Robopus branhami là một loài bọ cánh cứng trong họ Đom đóm (Lampyridae). Loài này được Kazantsev miêu tả khoa học vào năm 2006.